# Nurbanu Sultan

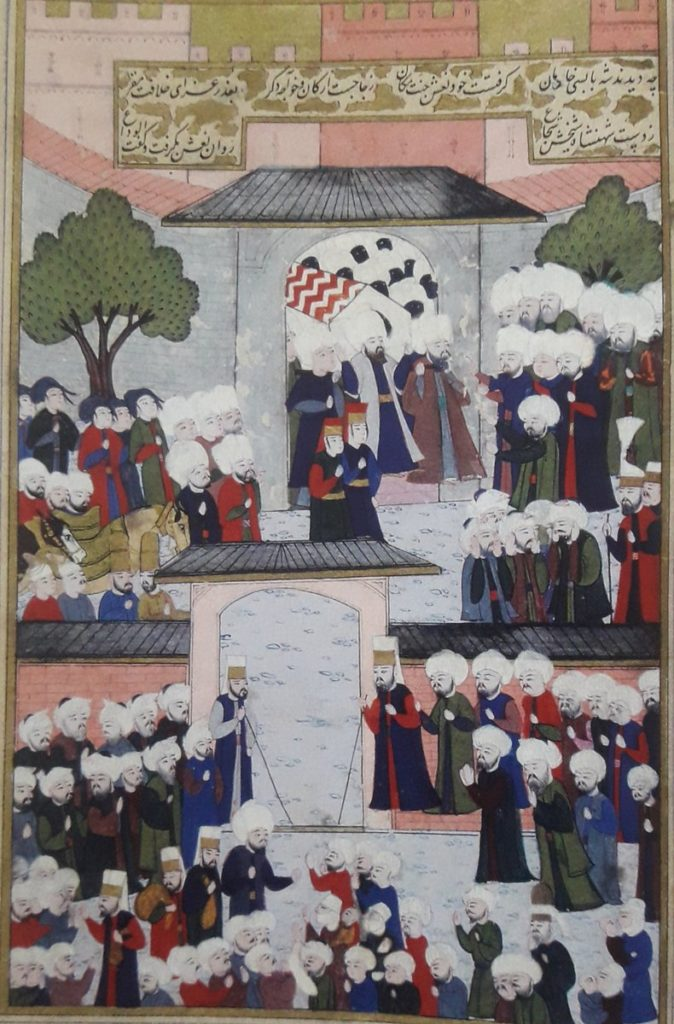
De begrafenis van Nurbana, afbeelding uit 1592

Afife Nurbanu Sultan (Paros, ca. 1525 - Constantinopel, 1583) was valide sultan en feitelijke heerser van het Ottomaanse Rijk van 1574 tot 1583.
Afife Nurbanu Sultan werd vermoedelijk geboren als Genevieve Venier-Baffo, dochter uit een adellijke Venetiaanse familie. Ze werd gevangengenomen toen de Ottomanen in 1537 het Venetiaanse eiland Paros veroverden. Genevieve Venier-Baffo kwam terecht in het koninklijk paleis in Constantinopel, waar ze werd opgenomen in de harem van kroonprins Selim en zijn lievelingsvrouw werd nadat hij in 1566 sultan van het Ottomaanse Rijk werd als Selim II. Genevieve Venier-Baffo bekeerde zich tot de islam en kreeg de nieuwe naam Afife Nurbanu Sultan.
Na de dood van Selim II in 1574 verborg ze zijn lijk twaalf dagen in een ijskast tot haar zoon Murad uit Manisa, waar hij gouverneur was, naar Constantinopel kon komen om zijn vader op te volgen als sultan Murat III. Murat was weinig geïnteresseerd in staatszaken en liet de regering van het rijk over aan zijn moeder en de machtige grootvizier Mehmet Sokullu. Als mederegent van het rijk werd Afife Nurbanu Sultan de eerste Valide sultan (koningin-moeder) van het Sultanaat van Vrouwen, een periode van zo'n 130 jaar waarin haremvrouwen grote macht uitoefenden in het Ottomaanse Rijk, vaak meer dan de sultan zelf.
Afife Nurbanu Sultan correspondeerde met de Franse koningin Catharina de' Medici en met de doge van Venetië. Ze volgde een sterk pro-Venetiaans beleid, tot woede van de republiek Genua. Afife Nurbanu wist een einde te maken aan de 150 jaar oude traditie dat een nieuwe sultan zijn broers liet vermoorden om zo mogelijke rivalen uit de weg te ruimen. Ze overtuigde haar man Selim II ervan om zo veel mogelijk zonen (en daarmee erfgenamen) te krijgen. Tevens werden de broers van de sultan geïsoleerd en overladen met alcohol, drugs en jonge maagden om zo te voorkomen dat ze politieke ambities zouden krijgen. Afife Nurbanu Sultan gebruikte dezelfde techniek opnieuw toen haar zoon Murat III aan de macht kwam.
In 1583 stierf Afife Nurbanu Sultan onder mysterieuze omstandigheden. Ze werd begraven in de graftombe van Selim II, iets wat zeer ongebruikelijk was en aangaf hoe belangrijk ze was. Na Afife Nurbanu Sultans dood volgde Safiye Sultan, een vrouw van Murat III, haar op als de nieuwe Valide Sultan. Ook zij was een machtige regent van het rijk en van Venetiaanse afkomst. Afife Nurbanu Sultans pro-Venetiaanse beleid werd door Safiye Sultan voortgezet.